# Irfluesnapper
Irfluesnapper (latin: Eumyias thalassinus) er en spurvefugl, der lever i det sydøstlige Asien.